# Дворец Буэнависта

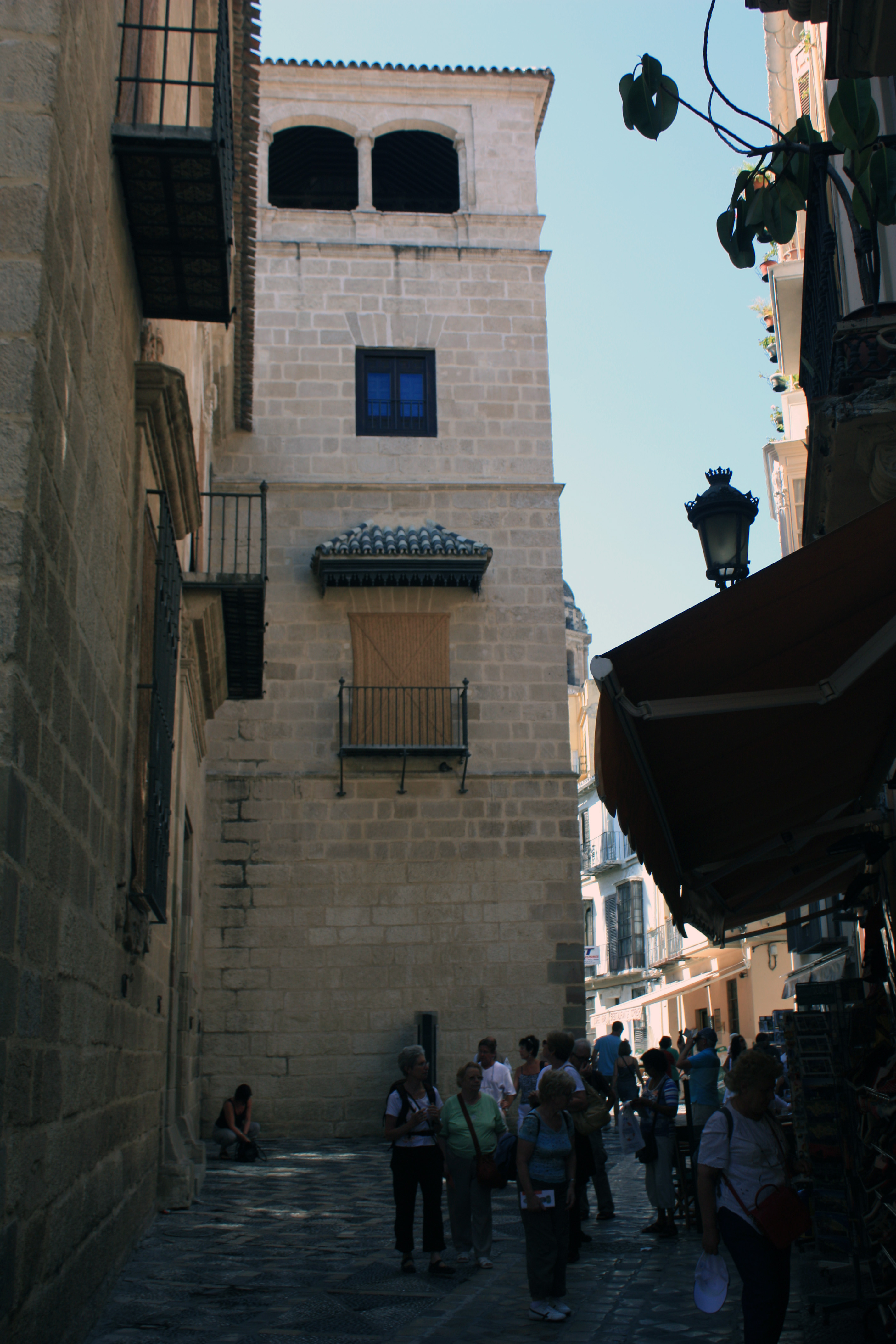
Дворец Буэнависта на улице Сан-Аугустин в Малаге

Дворец Буэнави́ста (исп. El Palacio de Buenavista, также El Palacio de los Condes de Buenavista — «дворец графов Буэнависта») — историческое здание в Малаге.
Двухэтажное здание с башнями находится в историческом центре города, в еврейском квартале, на улице Сан-Аугустин. Здание было построено в первой половине XVI века для Диего де Касальи на руинах дворца Насридов. После его смерти перешло в собственность графов Моллина, а в XIX веке — к графам Буэнависта (исп.).
В 1939 году дворец Буэнависта был включён в Реестр охраняемых объектов культурного интереса Испании. В годы Гражданской войны в Испании во дворце Буэнависта размещался госпиталь Красного Креста. В 1946 году дворец был передан для размещения экспозиции художественного музея провинции Малага, которая открылась в 1961 году. В 1997 экспозиция художественного музея была закрыта, чтобы освободить место для музея Пикассо, который открылся в стенах дворца в 2003 году.